# Vasilikí Thanu
Vasilikí Thanu (en griego: Βασιλική Θάνου; 17 de noviembre de 2008) es una deportista griega que compite en natación sincronizada. Ganó tres medallas en el Campeonato Europeo de Natación de 2024, una de oro y dos de plata.

## Palmarés internacional
| Campeonato Europeo | Campeonato Europeo | Campeonato Europeo | Campeonato Europeo |
| Año                | Lugar              | Medalla            | Prueba             |
| ------------------ | ------------------ | ------------------ | ------------------ |
| 2024               | Belgrado (Serbia)  | Medalla de oro     | Equipo libre       |
| 2024               | Belgrado (Serbia)  | Medalla de plata   | Equipo técnico     |
| 2024               | Belgrado (Serbia)  | Medalla de plata   | Rutina acrobática  |